# Gentianella wrightii
Gentianella wrightii är en gentianaväxtart som först beskrevs av Asa Gray, och fick sitt nu gällande namn av Josef Holub. Gentianella wrightii ingår i släktet gentianellor, och familjen gentianaväxter. Inga underarter finns listade i Catalogue of Life.